# Orsolobus chilensis
Espèce
Orsolobus chilensis est une espèce d'araignées aranéomorphes de la famille des Orsolobidae.

## Distribution
Cette espèce est endémique de la région d'Araucanie au Chili. Elle se rencontre à Chacamo dans la province de Cautín.

## Description
La femelle holotype mesure 4,64 mm.

## Étymologie
Son nom d'espèce, composé de chil[i] et du suffixe latin -ensis, « qui vit dans, qui habite », lui a été donné en référence au lieu de sa découverte, le Chili.

## Publication originale
- Forster & Platnick, 1985 : A review of the austral spider family Orsolobidae (Arachnida, Araneae), with notes on the superfamily Dysderoidea. Bulletin of the American Museum of Natural History, no 181, p. 1-229 (texte intégral).